# Logan: Wolverine
Logan: Wolverine (v anglickém originále Logan) je americký superhrdinský film z roku 2017, který natočil režisér James Mangold podle komiksů o Wolverinovi. Film je distribuován společností 20th Century Fox a je desátým filmem v sérii X-Men a třetím filmem o Wolverinovi. Následuje filmy X-Men Origins: Wolverine (2009) a Wolverine (2013). Na scénáři spolupracovali Scott Frank a Michael Green.
Hlavní role hrají Hugh Jackman, Patrick Stewart, Boyd Holbrook, Stephen Merchant, Richard E. Grant a Dafne Keen. Natáčení filmu začalo v New Orleans 2. května 2016 a skončilo 19. srpna 2016 v Novém Mexiku.
Film měl premiéru na Berlínském mezinárodním filmovém festivalu 17. února 2017 a do kin byl oficiálně uveden 2. března 2017. V České republice měl premiéru ten samý den. Film získal pozitivní recenze od kritiků a vydělal přes 524 milionů dolarů. Rozpočet filmu činil 97 milionů dolarů.

## Obsazení
| Hugh Jackman        | James Howlett / Logan / Wolverine / X-24 |
| Patrick Stewart     | Charles Xavier / Profesor X              |
| Boyd Holbrook       | Donald Pierce                            |
| Stephen Merchant    | Caliban                                  |
| Richard E. Grant    | Zander Rice                              |
| Dafne Keen          | Laura / X-23                             |
| Eriq La Salle       | Will Munson                              |
| Elise Neal          | Kathryn Munson                           |
| Elizabeth Rodriguez | Gabriella Lopez                          |

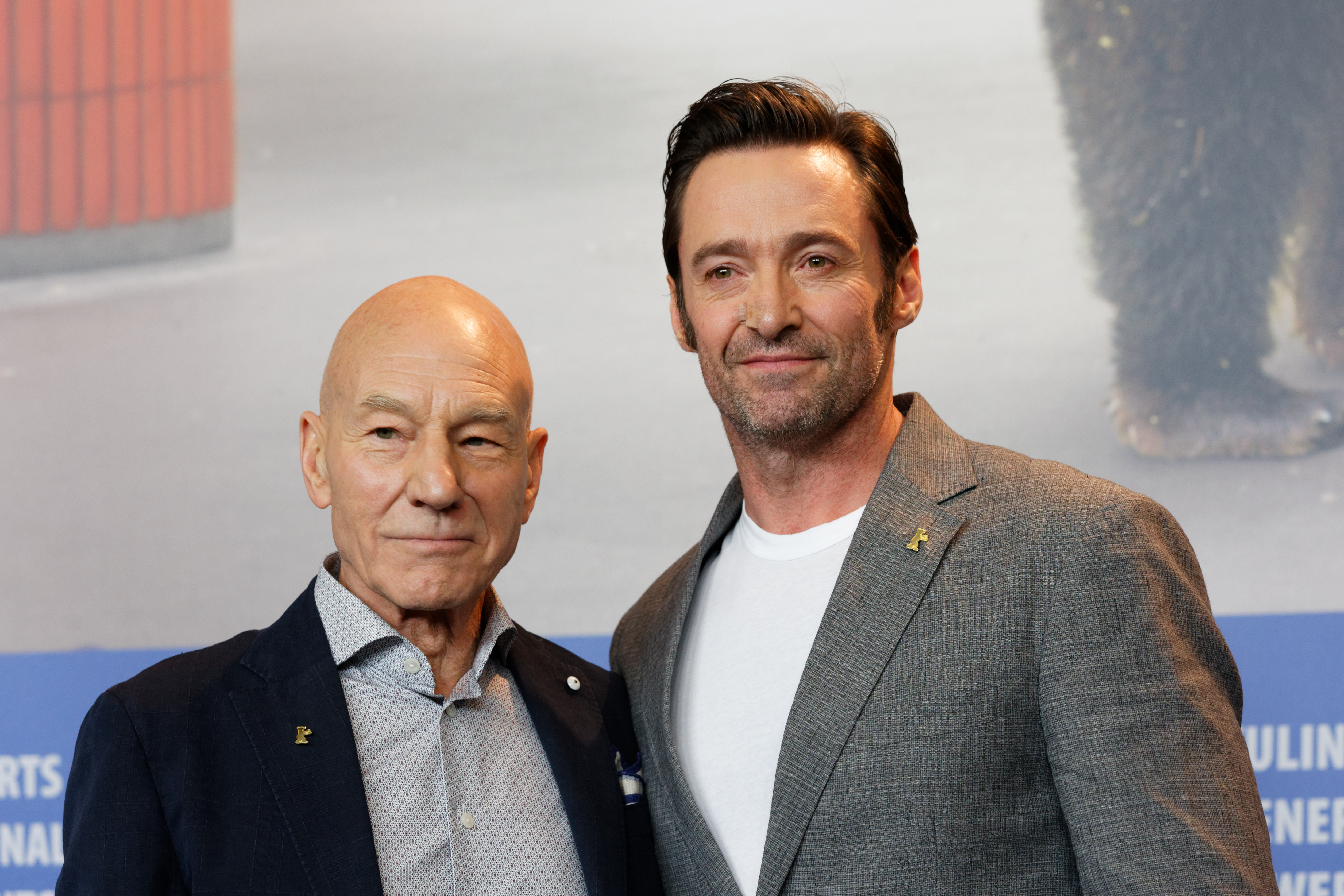
Patrick Stewart a Hugh Jackman na tiskové konferenci k filmu Logan na Berlínském mezinárodním filmovém festivalu.

Doris Morgado, David Kallaway, Han Soto, Jayson Genao a Krzystof Soszynski se objevili jako Maria, Danny Rhodes, Valet, Rictor a Mohawk. Ryan Reynolds se objevil jako Wade Wilson / Deadpool v úvodní sekvenci.

## Produkce
V listopadu 2013 začala společnost 20th Century Fox vyjednávat o dalším sólo filmu o Wolverinovi. V březnu 2014 bylo rozhodnuto, že se film začne natáčet po filmu X-Men: Apokalypsa (2016). V dubnu 2015 převzal scénář Michael Green. V říjnu 2016 byl oznámen název filmu Logan. Natáčení začalo 2. května 2016 v New Orleans v Louisianě. Od 14. června do 28. června se natáčelo v Natchez v Mississippi. 12. července se produkce přesunula do Nového Mexika.

## Přijetí

### Tržby
Film vydělal 184 milionů dolarů v Severní Americe a Kanadě a 340 milionů dolarů v ostatních oblastech, celkově tak vydělal 524 milionů dolarů po celém světě. Rozpočet filmu činil 97 milionů dolarů. Za čtvrteční večer snímek vydělal 9,5 milionů dolarů a při premiérovém pátečním promítání získal 33,1 milionů dolarů.

### Recenze
Film získal pozitivní recenze od kritiků. Na recenzní stránce Rotten Tomatoes získal z 274 započtených recenzí 92 procent s průměrným ratingem 7,8 bodů z deseti. Na serveru Metacritic snímek získal z 51 recenzí 77 bodů ze sta. Na Česko-Slovenské filmové databázi snímek získal 84 %.

## Ocenění a nominace
| Ocenění                                       | Datum ceremoniálu  | Kategorie                                                                      | Nominovaný                                   | Výsledek  |
| --------------------------------------------- | ------------------ | ------------------------------------------------------------------------------ | -------------------------------------------- | --------- |
| Art Directors Guild Awards                    | 27. ledna 2018     | Nejlepší výprava – moderní film                                                | Logan: Wolverine                             | vítězství |
| AACTA International Awards                    | 6. ledna 2018      | Nejlepší herec v hlavní roli                                                   | Hugh Jackman                                 | nominace  |
| Austin Film Critics Association               | 8. ledna 2018      | Nejlepších deset filmů roku 2017                                               | Logan: Wolverine                             | vítězství |
| Chicago Film Critics Association              | 12. prosince 2017  | Nejlepší adaptovaný scénář                                                     | Scott Frank, James Mangold, a Michael Green  | nominace  |
| Chicago Film Critics Association              | 12. prosince 2017  | Nejslibnější umělec                                                            | Dafne Keen                                   | nominace  |
| Cena Saturn                                   | 27. června 2018    | Nejlepší film inspirovaný komiksem                                             | Logan                                        | nominace  |
| Cena Saturn                                   | 27. června 2018    | Nejlepší herec                                                                 | Hugh Jackman                                 | nominace  |
| Cena Saturn                                   | 27. června 2018    | Nejlepší herec ve vedlejší roli                                                | Patrick Stewart                              | vítězství |
| Cena Saturn                                   | 27. června 2018    | Nejlepší výkon mladého herce                                                   | Dafne Keen                                   | nominace  |
| Cena Saturn                                   | 27. června 2018    | Nejlepší scénář                                                                | Scott Frank, Michael Green a James Mangold   | nominace  |
| Cena Saturn                                   | 27. června 2018    | Nejlepší střih                                                                 | Michael McCusker a Dirk Westervelt           | nominace  |
| Critics' Choice Movie Awards                  | 11. ledna 2018     | Nejlepší akční snímek                                                          | Logan: Wolverine                             | nominace  |
| Critics' Choice Movie Awards                  | 11. ledna 2018     | Nejlepší mužský herecký výkon ve vedlejší roli                                 | Patrick Stewart                              | nominace  |
| Critics' Choice Movie Awards                  | 11. ledna 2018     | Nejlepší mladý herec/mladá herečka                                             | Dafne Keen                                   | nominace  |
| Denver Film Critics Society                   | 15. ledna 2018     | Nejlepší adaptovaný scénář                                                     | Scott Frank, James Mangold a Michael Green   | nominace  |
| Detroit Film Critics Society                  | 7. prosince 2017   | Nejlepší mužský herecký výkon ve vedlejší roli                                 | Patrick Stewart                              | nominace  |
| Dublin Film Critics' Circle                   | 14. prosince 2017  | Nejlepší film                                                                  | Logan: Wolverine                             | 9. místo  |
| Dublin Film Critics' Circle                   | 14. prosince 2017  | Nejlepší režie                                                                 | James Mangold                                | 10. místo |
| Dublin Film Critics' Circle                   | 14. prosince 2017  | Nejlepší mužský herecký výkon v hlavní roli                                    | Hugh Jackman                                 | 9. místo  |
| Dublin Film Critics' Circle                   | 14. prosince 2017  | Objev roku                                                                     | Dafne Keen                                   | nominace  |
| Dragon Awards                                 | 3. září 2017       | Nejlepší sci-fi/fantasy snímek                                                 | Logan: Wolverine                             | nominace  |
| Golden Tomato Awards                          | 3. ledna 2018      | nejlepší film široce rozšířený                                                 | Logan: Wolverine                             | 6 místo   |
| Golden Tomato Awards                          | 3. ledna 2018      | style="background:#b2dfee;vertical-align:middle;text-align:center;" \|9. místo | Logan: Wolverine                             | 6 místo   |
| Golden Trailer Awards                         | 6. června 2017     | Nejlepší hudba                                                                 | 20th Century Fox, Rogue Planet               | vítězství |
| Golden Trailer Awards                         | 6. června 2017     | Nejlepší rádiový/audio spot                                                    | 20th Century Fox, Picture Production Company | nominace  |
| Hollywood Music in Media Awards               | 16. listopadu 2017 | Nejlepší původní skóre - sci-fi/fantasy/hororový snímek                        | Marco Beltrami                               | nominace  |
| Houston Film Critics Society                  | 6. ledna 2018      | Nejlepší snímek                                                                | Logan: Wolverine                             | nominace  |
| Houston Film Critics Society                  | 6. ledna 2018      | Nejlepší mužský herecký výkon ve vedlejší roli                                 | Patrick Stewart                              | nominace  |
| Houston Film Critics Society                  | 6. ledna 2018      | Nejlepší ženský herecký výkon ve vedlejší roli                                 | Dafne Keen                                   | nominace  |
| IGN Awards                                    | 19. prosince 2017  | Film roku 2017                                                                 | Logan: Wolverine                             | nominace  |
| IGN Awards                                    | 19. prosince 2017  | Nejlepší akční snímek                                                          | Logan: Wolverine                             | vítězství |
| IGN Awards                                    | 19. prosince 2017  | Nejlepší mužský herecký výkon v hlavní roli (film)                             | Hugh Jackman                                 | nominace  |
| IGN Awards                                    | 19. prosince 2017  | Nejlepší ženský herecký výkon ve vedlejší roli (film)                          | Dafne Keen                                   | nominace  |
| IGN Awards                                    | 19. prosince 2017  | Nejlepší mužský herecký výkon ve vedlejší roli (film)                          | Patrick Stewart                              | vítězství |
| London Film Critics Circle                    | 28. ledna 2018     | Nejlepší britský/irský herecký výkon                                           | Dafne Keen                                   | nominace  |
| Location Managers Guild Awards                | 7. dubna 2018      | Nejlepší lokace moderního filmu                                                | Maria Bierniak                               | nominace  |
| MTV Movie & TV Awards                         | 7. května 2017     | Film roku 2017                                                                 | Logan: Wolverine                             | nominace  |
| MTV Movie & TV Awards                         | 7. května 2017     | Nejlepší herec v akčním filmu                                                  | Hugh Jackman                                 | nominace  |
| MTV Movie & TV Awards                         | 7. května 2017     | Nejlepší duo                                                                   | Hugh Jackman a Dafne Keen                    | vítězství |
| National Board of Review                      | 9. ledna 2018      | Nejlepších deset filmů roku 2017                                               | Logan: Wolverine                             | vítězství |
| North Carolina Film Critics Association       | 2. ledna 2018      | Nejlepší mužský herecký výkon ve vedlejší roli                                 | Patrick Stewart                              | nominace  |
| North Texas Film Critics Association          | 12. ledna 2018     | Nejlepší film                                                                  | Logan: Wolverine                             | nominace  |
| North Texas Film Critics Association          | 12. ledna 2018     | Nejlepší herec v hlavní roli                                                   | Hugh Jackman                                 | nominace  |
| North Texas Film Critics Association          | 12. ledna 2018     | Nejlepší mužský herecký výkon ve vedlejší roli                                 | Patrick Stewart                              | nominace  |
| Online Film Critics Society                   | 28. prosince 2017  | Nejlepší mužský herecký výkon ve vedlejší roli                                 | Patrick Stewart                              | nominace  |
| Oscar                                         | 4. března 2018     | Nejlepší adaptovaný scénář                                                     | Scott Frank, James Mangold, Michael Green    | nominace  |
| Phoenix Film Critics Society                  | 19. prosince 2017  | Nejlepší mužský herecký výkon ve vedlejší roli                                 | Patrick Stewart                              | nominace  |
| Phoenix Film Critics Society                  | 19. prosince 2017  | Objev roku                                                                     | Dafne Keen                                   | nominace  |
| Phoenix Film Critics Society                  | 19. prosince 2017  | Nejlepší mladá herečka/mladý herec                                             | Dafne Keen                                   | nominace  |
| Satellite Awards                              | 10. února 2018     | Nejlepší zvuk                                                                  | Logan: Wolverine                             | nominace  |
| Screen Actors Guild Awards                    | 21. ledna 2018     | Nejlepší výkon kaskadérů                                                       | Logan: Wolverine                             | nominace  |
| Seattle Film Critics Society                  | 18. prosince 2017  | Nejlepší film roku 2017                                                        | Logan: Wolverine                             | nominace  |
| Seattle Film Critics Society                  | 18. prosince 2017  | Nejlepší mužský herecký výkon ve vedlejší roli                                 | Patrick Stewart                              | nominace  |
| Seattle Film Critics Society                  | 18. prosince 2017  | Nejlepší mladý herec/mladá herečka                                             | Dafne Keen                                   | nominace  |
| Teen Choice Awards                            | 13. srpna 2017     | Nejlepší akční snímek                                                          | Logan: Wolverine                             | nominace  |
| Teen Choice Awards                            | 13. srpna 2017     | Nejlepší filmový herec v akčním snímku                                         | Hugh Jackman                                 | nominace  |
| USC Scripter Awards                           | 10. února 2018     | Nejlepší adaptovaný scénář                                                     | Scott Frank a James Mangold                  | nominace  |
| Washington D.C. Area Film Critics Association | 8. prosince 2017   | Nejlepší mladý herec/mladá herečka                                             | Dafne Keen                                   | nominace  |
| Writers Guild of America Award                | 11. února 2018     | Nejlepší adaptovaný scénář                                                     | Scott Frank a James Mangold                  | nominace  |